# A passió
A passió (eredeti angol címén: The Passion of the Christ, azaz Krisztus passiója) egy 2004-ben bemutatott független film, mely a bibliai Názáreti Jézus életének utolsó tizenkét óráját filmesíti meg. A forgatókönyvet Benedict Fitzgerald és Mel Gibson írta, utóbbi a film rendezője is egyben. A passió a 2004. év egyik legvitatottabb filmje.
A forgatókönyv megírásakor az evangéliumokon kívül felhasználták Emmerich Anna Katalin 19. századi német misztikusnő látomásait is. A filmet igyekeztek korhű nyelvezettel előadni.

## Cselekmény
A történet kezdete az Olajfák hegyén játszódik, ahol az utolsó vacsora után Jézus félrevonul imádkozni. Imádkozása közben a Sátán kísérti: egy embernek túl nagy teher az egész világ bűnét viselni. Ezalatt Júdás elárulja Jézust a zsidó főpapoknak, akik a 30 ezüstpénz odaadása után katonákkal küldik Jézushoz. A tanítványok kardot rántanak Jézust védelmezni, de Jézus lecsillapítja őket („Aki karddal öl, kard által vész el.”), és a templomszolga levágott fülét is visszailleszti. Jézust elfogják és előbb a főpap, majd a Nagytanács (szanhedrin) elé viszik, ahol rágalmazói több dologgal vádolják. Végül a főpap – hallva a tanúk egymásnak ellentmondó nyilatkozatait – nyílt kérdést intéz Jézushoz, aki erre Istennel egyenrangúnak jelenti ki magát, amiért a főpap istenkáromlás bűnében látja vétkesnek. Júdás felkavarodott lelkiismeretével visszatér a főpapokhoz állítva, hogy ártatlan vért ontott – de a főpapok nem fogadják vissza az ezüstöket, és nem engedik szabadon Jézust. Júdás erre a főpapok elé szórja a pénzt, majd elvonulva kínlódik bűne felett. Erre gyermekek találnak rá, aki össze-vissza kezdik ütni, kővel dobálni, és kiűzik Jeruzsálemből, majd egyszer csak eltűnnek. (A horrorisztikus részlet a gyermekek hátterében megjelenő Sátán alakjával utal arra, hogy Júdást az ördögök – vagy saját lelkiismerete –, nem pedig valódi személyek kínozzák.) Amikor Júdás feleszmél Jeruzsálemen kívül, egy elhullott szamár maradványait látva végső számot vet életével, és kétségbeesésében felakasztja magát.
Jézust ezután a helytartó Poncius Pilátus elé küldik, akitől azt kérik, hogy ítélje halálra. Pilátus – miután félrevonulva faggatni próbálja Jézust – nem talál vétket benne, igyekszik szabadon bocsátani, s felesége is ezt tanácsolja neki. Ezután Pilátus – látva Jézus ártatatlanságát, de félve a fellázított nép dühétől – Heródes Antipász zsidó fejedelemhez küldi, hogy az mondjon ítéletet. Heródes, aki korábban már értesült Jézus működéséről, csodát vár tőle, de Jézus még válaszra sem méltatva hallgat a király előtt. Heródes erre nevetve bolondnak nyilvánítja Jézust és a katonákkal visszaküldi Pilátushoz, kibújva az ítélkezés felelőssége alól.
A római helytartó továbbra is bűntelennek látja Jézust, de a főpapok ingerlésére mégis a gyilkos Barabást bocsátja szabadon Jézus helyett. Azonban még ezután sem akarja megöletni Jézust, hanem – hogy megmentse – megkorbácsolásra ítéli, hogy utána a lenyugodott zsidók elfogadják a szabadon bocsátását. A korbácsolást végre is hajtják Jézuson – a nemtörődöm római katonatiszt majdnem halálra vereti –, de a főpapok dühe továbbra sem csillapul (megvádolják Pilátust, hogy a magát királlyá tevő Jézust támogatva ő nem a törvényes császár barátja), így Pilátus végül mégiscsak halálra ítéli Jézust. Jézust el is viszik a Golgota hegyére – miközben a szadista őrök a félholt embert össze-vissza verik továbbra is –, majd ott keresztre feszítik. A film tartalmazza a két latornak a történetét, azzal a kiegészítéssel, hogy a gúnyolódó latornak egy holló a kereszten ki is vájja büntetésből a szemét. Jézus hosszú szenvedés után végül visszaadja a lelkét Istennek, mire az égből egy könnycsepp hullik a Megváltóra. Az ég elsötétül, hatalmas vihar tör ki, a Jeruzsálemi templom padlózata kettéhasad. A római katonák megrettenve a jelenségtől vasrudakkal eltörik a két lator lábszárát, hogy bizonyosan elpusztuljanak, de Jézushoz érve észreveszik, hogy már halott, így a kivégzetteket otthagyva elfutnak a hegyről.
Jézust néhány hozzátartozója leveszi a keresztről és eltemeti. A film vége Jézus sírját mutatja az üres lepedővel, majd a kínzások sebeitől (kivéve a keresztszögek helyétől) meggyógyult, sugárzó Jézus arcát látni: megtörtént a feltámadás.

## Szereplők
| Szerep          | Színész              |
| --------------- | -------------------- |
| Jézus           | James Caviezel       |
| Szűz Mária      | Maia Morgenstern     |
| Mária Magdolna  | Monica Bellucci      |
| Sátán           | Rosalinda Celentano  |
| Poncius Pilátus | Hriszto Naumov Sopov |

## Kritikák

### Antiszemitizmus
A filmet sokféle váddal illették. Több amerikai zsidó szervezet antiszemitizmussal vádolta Mel Gibsont, a film készítőjét, elsősorban olyan indoklással, hogy a film idézi Máté evangéliumának következő sorait: „Vére rajtunk és fiainkon”. Az említett jelenetet azonban Gibson kérésére végül kivágták a film végső verziójából.
A kritikusok magát a szerzőt is vádolták antiszemitizmussal (többek között, holokauszttagadó apjára hivatkozva). 2006-ban, jóval a film készítése és a zsidó szervezetekkel való konfliktusai után Mel Gibson valóban tett ittasan antiszemita megjegyzéseket az ellene eljáró rendőröknek. Később elnézést kért viselkedéséért, és tagadta, hogy antiszemita lenne.

### Történelmietlenség
A filmet azzal is vádolták, hogy torzan mutatja be a korabeli viszonyokat. Sőt, van olyan vallásfilozófus, aki egyenesen azt állítja: „... a hitelesség nagyon gyenge lábakon áll. Másként szólva: hazug a film.” Azonban végigtekintve a felhozott érveket, valójában vitatható állításokkal találkozunk, amelyek nem is mind tartoznak a történelmietlenség kategóriájába. Erre az egyik példa Pilátus karaktere és megítélése, aki valójában a leghitelesebb személy a megfogalmazott véleményekkel szemben az egész filmben. Ilyen tartalmú, több explicit tévedést tartalmazó kritikát fogalmazott meg itthon Spiró György is. A filmnek részint a Bibliához, részint a korhoz való hűségét is vitatták. Természetesen a kritikát is kritizálták nem kevesen, és voltak közöttük olyanok, amelyek nem kaptak ugyan nagy publicitást, viszont sok igazságot tartalmaztak. Az bizonyos, hogy az eddigi kritikákban senkinek sem tűnt fel az, hogy az evangéliumokkal szemben Jézus bűneit felsoroló lajstrom csak két nyelven íródott a filmben. Azt sem vették észre sok más egyéb hiba mellett, hogy Jézus megostorozása után a vért a laktanya udvaráról felesleges volt anyjának és Magdolnának feltakarítania, hiszen Pilátus csak később mondta ki a halálos ítéletet, ami ezt az eljárást megalapozta volna. Összességében megállapítható, hogy a kritikusok és a szakemberek is indulatból jártak el a film megítélésénél, a valódi hozzáértők sem akkor, sem később nem kaptak teret.[forrás?] II. János Pál pápa, a zsidó-keresztény megbékélés egyik nagy előmozdítója nem hivatalos minőségében az utóbbi kritikákat cáfolta a film megtekintése után, szerinte dogmatikai problémákat nem vet föl a film, az Evangélium hiteles és realisztikus ábrázolásáról van szó (pápaként elvből soha semmilyen művészi alkotásról nem nyilatkozott).
A kritikák ellenzői szerint Mel Gibson megpróbálta a filmet Máté, Márk, Lukács és János evangéliuma alapján minél hűbb módon megalkotni. Ezt is sokan vitatják, bár a film néhol szinte szó szerinti adaptációja a Lukács-evangéliumnak.[forrás?]

### Latin

#### Arámi
A film arámi nyelvezete egy érezhető angol kiejtéssel ejtett arámi nyelv. A fordítást William J. Fulco jezsuita szerzetes készítette, aki a korabeli arám mellett a jóval régebbi Dániel könyvéből, és a későbbi szír nyelvből és héberből készített egyfajta keveréknyelvet.

### Egyéb
Némely amerikai kritikus szerint A passió véres horrorfilm, mások a felekezetek közötti béke megsértését látják a filmben.
A filmet forgalmazó cég sajtónyilatkozatokat tévő munkatársa, Csurdi Gábor közlése szerint a magyarországi egyházak vezetői a premier előtt zárt vetítésen tekinthették meg a 120 perces produkciót, és hangsúlyozta, hogy a nyitottság jegyében kívánnak lehetőséget teremteni az egyházak és a sajtó képviselőinek arra, hogy a hivatalos bemutató előtt láthassák a filmet, így annak ismeretében alkothassanak véleményt. Erre annak kapcsán tért ki, hogy szavai szerint a Magyarországra érkezett információk részben félinformációkon, tévedéseken alapulnak, illetve olyanoktól származnak, akik nem is látták az alkotást.
A sokáig viták kereszttüzében állott film meglehetősen naturalisztikusan ábrázolja Jézus szenvedéseit, úgyhogy a megnézéséhez erős idegzet szükséges.
A rendező törekvése a korhűségre sok tekintetben kívánnivalót hagy maga után. Sőt szinte az első pillanattól kezdve kérdéses, hiszen pont a főszereplő nem mutatja azokat a jegyeket, amelyeket elvárhatnánk az első pillanattól. A film kezdetén Jézus imádkozik az Olajfák hegyén, amely még a város területéhez tartozott. Bár a későbbi hagyomány már csak a reggeli ima esetén követeli meg a tálitot (imaköpeny) és a tfilint (imaszíj) azonban az evangéliumokból tudjuk, hogy a főszereplő máskor is viselte. Pont itt hiányzott róla? Jézus valódi identitása ekkor láthatóan is megmutatkozhatott volna, megannyi, korábbi filmből ismert europid alaktól eltérően. Szinte minden esetben a rendező saját elképzelésével találkozunk a történések tekintetében is, miközben a nyilatkozatok arról szóltak, hogy követi Emmerich Anna Katalin: A mi Urunk Jézus Krisztus kínszenvedése – című könyvét és Jézus sebei tekintetében azok megegyeznek a torinói lepel emberének sérüléseivel. Azonban az említett könyvben például az ostorozás végrehajtói nem katonák, hanem egyiptomi rabszolgák, nem a filmben látható eszközöket használják, azok egyébként nem egyeznek a római flagrum korbáccsal sem, amely a torinói vásznon azonosítható sebeket okozták. A fenyítés a filmben látható módon meg sem történhetett, szigorú kötelmei voltak.